# Tipula ruwenzori
Tipula ruwenzori är en tvåvingeart som beskrevs av Alexander 1920. Tipula ruwenzori ingår i släktet Tipula och familjen storharkrankar. Inga underarter finns listade i Catalogue of Life.